# Challenger de Curitiba
EL Brazil Open Series es un torneo profesional de tenis. Pertenece al ATP Challenger Tour. Se juega desde el año 2010 sobre pistas de tierra batida en Curitiba, Brasil.

## Palmarés

### Individuales
| Año  | Campeón         | Finalista     | Resultado        |
| ---- | --------------- | ------------- | ---------------- |
| 2010 | Dominik Meffert | Ricardo Mello | 6–4, 6–7(3), 6–2 |

### Dobles
| Año  | Campeones                        | Finalistas             | Resultado        |
| ---- | -------------------------------- | ---------------------- | ---------------- |
| 2010 | Dominik Meffert Leonardo Tavares | Ramón Delgado André Sá | 3–6, 6–2, [10–2] |